# Жулио Титов
Жулио Титов (на португалски: Júlio Titow) е бивш бразилски футболист от руски произход. Играе като полузащитник. Приключва кариерата си 27-годишен, заради травма в бедрото.